# Освіта мовами народів Росії
Освіта мовами народів Росії, відмінними від російської, здійснюється переважно в національних республіках.

## Історія
1905 року в Казанській губернії було 845 мектебів і медресе, де навчалося 34860 хлопчиків і 19599 дівчаток.
У 1920-х — першій половині 1930-х років навчання проводилося 48 мовами корінних народів.
У 1930-х роках в СРСР діяло 12 педагогічних училищ у різних республіках і областях країни (Петровське в Саратовській області, Лукоянівське в Нижньогородській області, Саранське в Мордовії, Стерлітамацьке в Башкортостані і багато інших), в яких готували викладачів ерзянської мови.
Починаючи від 1936-1937 навчального року середня і вища освіта в РРФСР за межами національних утворень мовами, відмінними від російської, згорнули. 1938 року ліквідовано багато національних районів. Освіта національними мовами зберігалася тільки в початкових школах в адміністративно-територіальних утвореннях (АРСР, АО, національних округах), де відповідна мова мала офіційний статус. Від 5 класу (після переходу до трирічної початкової школи — від 4-го) навчання переводилося на російську мову. Ця система проіснувала, в цілому, до кінця радянської влади.[джерело?]
У 1955—1979 роках мови корінних народів у школах Коряцького округу не викладалися, що негативно позначилося на розвитку національних культур і створило певні труднощі для викладання рідних мов[джерело?]. 1988 року 52 % учнів з народностей Півночі вивчали рідну мову (коряцьку, ітельменську, евенську, чукотську). Рідна мова вивчається від нульового до 3-го класу, в 4-му класі — експериментально, в старших класах — факультативно.
У другій половині 1980-х років 9 % дітей неросійського населення РРФСР навчалися в національній школі, де викладались (окрім мов народів союзних республік) 44 рідних мови, 26 мов існували як навчальний предмет. Навчання тієї чи іншої тривалості здійснювалося 18 мовами, причому 11 мов протягом 1-3 років навчання, ще три мови — 4 років. В тій чи іншій мірі збереглися середній і старший ступені школи рідною мовою у башкирів — 11 років, татар — 11 років, якутів — 9 років і тувинців — 7 років.

## Сучасний стан
У Російській Федерації мови, відмінні від російської, використовуються, як правило, на шкільному етапі навчання. При цьому серед дітей корінних нечисленних народів Півночі лише 47 % вивчають рідну мову як самостійний предмет, ще 3 % — факультативно. Як було зазначено 1994 року, тільки башкирською, татарською і якутською мовами шкільне навчання доступне від 1-го до 11-го класу.
Середня спеціальна та вища освіта, як правило, здійснюється російською мовою. При цьому федеральний уряд, як зазначено в його звіті 2010 року про права меншин, вважає надання освіти виключно відмінною від російської мовою порушенням принципу рівності можливостей, оскільки, на думку російської влади, діти, що отримали таку освіту, опиняться надалі в нерівному становищі відносно інших (зокрема, під час пошуку роботи), тобто зазнають сегрегації. З цієї причини заборонено, зокрема, функціювання повністю кареломовних ясел у Республіці Карелія..
У Республіці Башкортостан, Татарстані і Якутії прийнято закони, за якими громадяни Росії, які навчаються на території цих регіонів, крім російської мови як державної мови РФ, зобов'язані також вивчати державну мову республіки; при цьому татарське законодавство передбачає вивчення російської та татарської мов у рівному обсязі. Конституційний суд Російської Федерації визнав правомірність подібних вимог у Татарстані, а Верховний суд Росії — в Карачаєво-Черкесії та Дагестані; при цьому в рішенні Конституційного суду обумовлювалося, що вивчення національних мов не може здійснюватися на шкоду вивченню російської мови як державної мови на всій території Російської Федерації, оскільки це мало б негативні наслідки щодо нерозривності навчання в єдиному федеральному освітньому середовищі" і, отже, порушенням принципу рівності можливостей (що на практиці означає, що поряд з російською в школі може вивчатися лише одна з чотирьох державних мов Карачаєво-Черкесії і одна з тринадцяти — Дагестану). У той же час Верховний суд Росії визнав вимогу про обов'язкове вивчення алтайськими дітьми в Республіці Алтай поряд з російською алтайської мови дискримінацією за мовним принципом..
Нині[коли?] регіональний компонент, до якого входить вивчення мов корінного народу в середній школі, переводять на місцеве фінансування, що може погіршити ситуацію з викладанням мов корінних народів.
28 листопада 2008 року Міністерство освіти РФ випустило наказ, згідно з яким складання Єдиного державного екзамену допускалася виключно російською мовою; 2009 року Верховний суд Росії, розглянувши скаргу з Республіки Татарстан, підтвердив правомочність цього розпорядження. Те, що ЄДЕ з немовних предметів можливий тільки російською мовою, призвело до скорочення кількості шкіл, де навчали мовами корінних народів Росії..

### Дошкільна освіта
Дошкільні установи з мов, на яких ведеться робота в групах за даними Росстату за 2011 рік (без дошкільних установ на капітальному ремонті):
| Мови                                 | самостійних | включно з філіями | чисельність народу |
| ------------------------------------ | ----------- | ----------------- | ------------------ |
| Всього дошкільних закладів           | 44335       | 46104             |                    |
| - робота ведеться російською         | 40799       | 42401             |                    |
| - неросійською мовою                 | 2356        | 2510              |                    |
| - російською та неросійськими мовами | 1180        | 1193              |                    |
| абазинська                           | 6           | 6                 |                    |
| аварська                             | 80          | 80                |                    |
| агульська                            | 4           | 4                 |                    |
| алтайська                            | 4           | 4                 |                    |
| англійська                           | 1           | 1                 |                    |
| башкирська                           | 446         | 476               |                    |
| бурятська                            | 77          | 77                |                    |
| даргинська                           | 14          | 14                |                    |
| кабардино-черкеська                  | 15          | 15                |                    |
| калмицька                            | 44          | 44                |                    |
| карачаєво-балкарська                 | 8           | 8                 |                    |
| комі                                 | 80          | 80                |                    |
| комі-перм'яцька                      | 5           | 32                |                    |
| лакська                              | 5           | 5                 |                    |
| лезгинська                           | 47          | 47                |                    |
| марійська лугова                     | 62          | 69                |                    |
| марійська гірська                    | 6           | 6                 |                    |
| мокшанська                           | 8           | 8                 |                    |
| мордовська                           | 1           | 1                 |                    |
| ненецька                             | 1           | 1                 |                    |
| ногайська                            | 8           | 8                 |                    |
| осетинська                           | 199         | 199               |                    |
| російська                            | 41979       | 43594             |                    |
| татарська                            | 1544        | 1643              |                    |
| тувинська                            | 160         | 160               |                    |
| удмуртська                           | 50          | 60                |                    |
| французька                           | 1           | 1                 |                    |
| хакаська                             | 4           | 4                 |                    |
| чеченська                            | 4           | 4                 |                    |
| чуваська                             | 221         | 226               |                    |
| евенська                             | 7           | 7                 |                    |
| ерзянська                            | 16          | 16                |                    |
| якутська                             | 462         | 462               |                    |
| інші мови                            | 3           | 3                 |                    |

### Середня освіта
У школах:
| Мова               | Число шкіл з викладанням мовою | Число шкіл з викладанням мовою | Число шкіл з викладанням мовою | Число шкіл з викладанням мовою | Число шкіл з викладанням мовою | Число шкіл з викладанням мовою | Число шкіл з викладанням мовою | Число шкіл з викладанням мовою | Число шкіл з викладанням мовою | Число шкіл з викладанням мовою | чисельність народу в Росії       |
| Рік                | 1995/96                        | 1997/98                        | 2000/01                        | 2001/02                        | 2002/03                        | 2005/06                        | 2009/10                        | 2011/12                        | 2012/13                        | 2013/14                        | 2002 (перепис)                   |
| ------------------ | ------------------------------ | ------------------------------ | ------------------------------ | ------------------------------ | ------------------------------ | ------------------------------ | ------------------------------ | ------------------------------ | ------------------------------ | ------------------------------ | -------------------------------- |
| абазинська         | 1                              | 1                              | 0                              | 0                              | 0                              |                                |                                |                                |                                |                                | 37 942                           |
| агульська          | 0                              | 0                              | 0                              | 0                              | 0                              |                                |                                |                                |                                |                                | 28 297                           |
| аварська           | 584                            | 592                            | 497                            | 589                            | 537                            |                                |                                |                                |                                |                                | 814 473                          |
| адигейська         | 31                             | 36                             | 35                             | 37                             | 20                             |                                |                                |                                |                                |                                | 128 528                          |
| азербайджанська    | 5                              | 7                              | 6                              | 6                              | 6                              |                                |                                |                                |                                |                                | 621 840                          |
| алтайська          | 63                             | 64                             | 62                             | 65                             | 64                             |                                |                                |                                |                                |                                | 67 239                           |
| вірменська         | 2                              | 6                              | 7                              | 3                              | 7                              |                                |                                |                                |                                |                                | 1 130 491                        |
| балкарська         | 23                             | 17                             | 10                             | 8                              | 5                              |                                |                                |                                |                                |                                | 108 426                          |
| башкирська         | 892                            | 906                            | 884                            | 886                            | 911                            |                                |                                |                                |                                |                                | 1 673 389                        |
| бурятська          | 144                            | 138                            | 146                            | 143                            | 140                            |                                |                                |                                |                                |                                | 445 175                          |
| вепська            | 0                              | 0                              | 0                              | 0                              | 0                              |                                |                                |                                |                                |                                | 8240                             |
| грузинська         | 1                              | 1                              | 1                              | 1                              | 1                              |                                |                                |                                |                                |                                | 197 934                          |
| даргинська         | 233                            | 233                            | 186                            | 188                            | 187                            |                                |                                |                                |                                |                                | 510 156                          |
| долганська         | 0                              | 0                              | 0                              | 0                              | 0                              |                                |                                |                                |                                |                                | 801                              |
| іврит              | 0                              | 0                              | 0                              | 0                              | 0                              |                                |                                |                                |                                |                                | 229 938                          |
| їдиш               | 0                              | 0                              | 0                              | 0                              | 0                              |                                |                                |                                |                                |                                | 229 938                          |
| інгуська           | -                              | -                              | -                              | -                              | 0                              |                                |                                |                                |                                |                                | 413 016                          |
| ітельменська       | 0                              | 0                              | 0                              | 0                              | 0                              |                                |                                |                                |                                |                                | 3180                             |
| кабардинська       | 106                            | 92                             | 86                             | 74                             | 74                             |                                |                                |                                |                                |                                | 519 958                          |
| казахська          | 1                              | 1                              | 1                              | 1                              | 1                              |                                |                                |                                |                                |                                | 653 962                          |
| коломацька         | 42                             | 56                             | 64                             | 66                             | 71                             |                                |                                |                                |                                |                                | 173 996                          |
| карачаївська       | 0                              | 0                              | 0                              | 0                              | 0                              |                                |                                |                                |                                |                                | 192 182                          |
| карельська         | 0                              | 0                              | 0                              | 0                              | 0                              |                                |                                |                                |                                |                                | 93 344                           |
| кетська            | 0                              | 0                              | 0                              | 0                              | 0                              |                                |                                |                                |                                |                                | 1494                             |
| комі               | 0                              | 0                              | 0                              | 0                              | 0                              |                                |                                |                                |                                |                                | 293 406                          |
| комі-перм'яцька    | 0                              | 0                              | 0                              | 0                              | 0                              |                                |                                |                                |                                |                                | 125 235                          |
| корейська          | 0                              | 0                              | 0                              | 0                              | 0                              |                                |                                |                                |                                |                                | 148 556                          |
| коряцька           | 0                              | 0                              | 0                              | 0                              | 0                              |                                |                                |                                |                                |                                | 8743                             |
| кумицька           | 72                             | 91                             | 75                             | 73                             | 71                             |                                |                                |                                |                                |                                | 422 409                          |
| лакська            | 70                             | 74                             | 75                             | 71                             | 79                             |                                |                                |                                |                                |                                | 156 545                          |
| латвійська         | 0                              | 0                              | 0                              | 0                              | 0                              |                                |                                |                                |                                |                                | 28 520                           |
| лезгинська         | 148                            | 122                            | 149                            | 137                            | 148                            |                                |                                |                                |                                |                                | 411 535                          |
| литовська          | 2                              | 0                              | 0                              | 0                              | 0                              |                                |                                |                                |                                |                                | 45 569                           |
| мансійська         | 0                              | 0                              | 0                              | 0                              | 0                              |                                |                                |                                |                                |                                | 11 432                           |
| марійська гірська  | 41                             | 43                             | 39                             | 33                             | 20                             |                                |                                |                                |                                |                                |                                  |
| марійська лугова   | 298                            | 283                            | 276                            | 259                            | 258                            |                                |                                |                                |                                |                                |                                  |
| мордовська (мокша) | 137                            | 134                            | 110                            | 113                            | 117                            |                                |                                |                                |                                |                                |                                  |
| мордовська (ерзя)  | 101                            | 95                             | 96                             | 97                             | 83                             |                                |                                |                                |                                |                                |                                  |
| нанайська          | 0                              | 0                              | 0                              | 0                              | 0                              |                                |                                |                                |                                |                                | 12 160                           |
| нганасанська       | 0                              | 0                              | 0                              | 0                              | 0                              |                                |                                |                                |                                |                                | 834                              |
| німецька           | 1                              | -                              | 4                              | 4                              | 0                              |                                |                                |                                |                                |                                | 597 212                          |
| ненецька           | 0                              | 0                              | 0                              | 0                              | 0                              |                                |                                |                                |                                |                                | 41 302                           |
| нівхська           | 0                              | 0                              | 0                              | 0                              | 0                              |                                |                                |                                |                                |                                | 5162                             |
| новогрецька        | 0                              | 1                              | 0                              | 0                              | 0                              |                                |                                |                                |                                |                                | 97 827                           |
| ногайська          | 2                              | 0                              | 0                              | 0                              | 0                              |                                |                                |                                |                                |                                | 90 666                           |
| осетинська         | 64                             | 57                             | 58                             | 53                             | 45                             |                                |                                |                                |                                |                                | 514 875                          |
| польська           | 0                              | 0                              | 0                              | 0                              | 0                              |                                |                                |                                |                                |                                | 73 001                           |
| рутульська         | 0                              | 0                              | 0                              | 0                              | 0                              |                                |                                |                                |                                |                                | 29, 929                          |
| саамська           | 0                              | 0                              | 0                              | 0                              | 0                              |                                |                                |                                |                                |                                | тисячі дев'ятсот дев'яносто одна |
| селькупська        | 0                              | 0                              | 0                              | 0                              | 0                              |                                |                                |                                |                                |                                | 4249                             |
| табасаранська      | 71                             | 69                             | 70                             | 57                             | 71                             |                                |                                |                                |                                |                                | 131 785                          |
| татарська          | 2374                           | 2406                           | 2280                           | 2207                           | 2166                           | 1638                           | 1061                           | 852                            | 854                            | 757                            | 5 554 601                        |
| татська            | 0                              | 0                              | 0                              | 0                              | 0                              |                                |                                |                                |                                |                                | 2303                             |
| тофаларська        | 0                              | 0                              | 0                              | 0                              | 0                              |                                |                                |                                |                                |                                | 837                              |
| тувинська          | 150                            | 151                            | 152                            | 151                            | 153                            |                                |                                |                                |                                |                                | 243 442                          |
| турецька           | 3                              | 0                              | 0                              | 0                              | 0                              |                                |                                |                                |                                |                                | 92 415                           |
| туркменська        | 0                              | 0                              | 0                              | 0                              | 0                              |                                |                                |                                |                                |                                | 33 053                           |
| удмуртська         | 56                             | 55                             | 48                             | 44                             | 44                             |                                |                                |                                |                                |                                | 636 906                          |
| українська         | 0                              | 0                              | 0                              | 0                              | 0                              |                                |                                |                                |                                |                                | 2 942 961                        |
| фінська            | 0                              | 0                              | 0                              | 0                              | 0                              |                                |                                |                                |                                |                                | 34 050                           |
| хакаська           | 17                             | 18                             | 10                             | 10                             | 12                             |                                |                                |                                |                                |                                | 75 622                           |
| хантийська         | 0                              | 0                              | 0                              | 0                              | 0                              |                                |                                |                                |                                |                                | 28 678                           |
| цахурська          | 0                              | 0                              | 0                              | 0                              | 0                              |                                |                                |                                |                                |                                | 10 366                           |
| черкеська          | 8                              | 7                              | 7                              | 8                              | 7                              |                                |                                |                                |                                |                                | 60 517                           |
| чеченська          | 20                             | 23                             | 21                             | 18                             | 19                             |                                |                                |                                |                                |                                | 1 360 253                        |
| чуваська           | 628                            | 602                            | 592                            | 593                            | 571                            |                                |                                |                                |                                |                                | 1 637 094                        |
| чукотська          | 0                              | 0                              | 0                              | 0                              | 0                              |                                |                                |                                |                                |                                | 15 767                           |
| шорська            | 0                              | 0                              | 0                              | 0                              | 0                              |                                |                                |                                |                                |                                | 13 975                           |
| евенкійська        | 1                              | -                              | 6                              | -                              | 0                              |                                |                                |                                |                                |                                | 35 527                           |
| евенська           | 3                              | 2                              | 2                              | 2                              | 0                              |                                |                                |                                |                                |                                | 19 071                           |
| ескімоська         | 0                              | 0                              | 0                              | 0                              | 0                              |                                |                                |                                |                                |                                | 1750                             |
| естонська          | 1                              | 1                              | 1                              | 1                              | 1                              |                                |                                |                                |                                |                                | 28 113                           |
| юкагирська         | 0                              | 0                              | 0                              | 0                              | 0                              |                                |                                |                                |                                |                                | 1509                             |
| якутська           | 430                            | 419                            | 426                            | 441                            | 445                            |                                |                                |                                |                                |                                | 443 852                          |
| Разом              | 6826                           | 6803                           | 6482                           | 6439                           | 6334                           |                                |                                |                                |                                |                                | 24 809 544                       |

| Мова               | Число шкіл із викладанням мови як предмета | Число шкіл із викладанням мови як предмета | Число шкіл із викладанням мови як предмета | Число шкіл із викладанням мови як предмета | Число шкіл із викладанням мови як предмета | чисельність народу в Росії |
| рік                | 1995/96                                    | 1997/98                                    | 2000/01                                    | 2001/02                                    | 2002/03                                    | 2002 (перепис)             |
| ------------------ | ------------------------------------------ | ------------------------------------------ | ------------------------------------------ | ------------------------------------------ | ------------------------------------------ | -------------------------- |
| абазинська         | 32                                         |                                            | 31                                         | 32                                         | 35                                         | 37 942                     |
| агульська          | 24                                         |                                            | 0                                          | 0                                          | 0                                          | 28 297                     |
| Аварська           | 502                                        |                                            | 514                                        | 586                                        | 549                                        | 814 473                    |
| адигейська         | 106                                        |                                            | 123                                        | 131                                        | 129                                        | 128 528                    |
| азербайджанська    | 69                                         |                                            | 73                                         | 65                                         | 72                                         | 621 840                    |
| алтайська          | 106                                        |                                            | 115                                        | 121                                        | 128                                        | 67 239                     |
| вірменська         | 34                                         |                                            | 17                                         | 19                                         | 16                                         | 1 130 491                  |
| балкарська         | 68                                         |                                            | 78                                         | 88                                         | 89                                         | 108 426                    |
| башкирська         | 838                                        |                                            | 1222                                       | 1424                                       | 1426                                       | 1 673 389                  |
| бурятська          | 298                                        |                                            | 347                                        | 338                                        | 344                                        | 445 175                    |
| вепська            | 3                                          |                                            | 4                                          | 5                                          | 5                                          | 8240                       |
| грузинська         | 2                                          |                                            | 2                                          | 3                                          | 4                                          | 197 934                    |
| даргинська         | 281                                        |                                            | 219                                        | 290                                        | 289                                        | 510 156                    |
| долганська         | 12                                         |                                            | 13                                         | 13                                         | 13                                         | 801                        |
| евенкійська        | 40                                         |                                            | 43                                         | 44                                         | 31                                         | 35 527                     |
| евенська           | 21                                         |                                            | 18                                         | 26                                         | 38                                         | 19 071                     |
| ескімоська         | 4                                          |                                            | 4                                          | 3                                          | 4                                          | 1750                       |
| естонська          | -                                          |                                            | 1                                          | 1                                          | 1                                          | 28 113                     |
| іврит              | 1                                          |                                            | 0                                          | 0                                          | 0                                          | 229 938                    |
| їдиш               | 2                                          |                                            | 3                                          | 3                                          | 3                                          | 229 938                    |
| інгуська           | 92                                         |                                            | 103                                        | 104                                        | 111                                        | 413 016                    |
| ітельменська       | 2                                          |                                            | 3                                          | 2                                          | 2                                          | 3180                       |
| кабардинська       | 179                                        |                                            | 188                                        | 208                                        | 219                                        | 519 958                    |
| казахська          | 107                                        |                                            | 70                                         | 89                                         | 92                                         | 653 962                    |
| коломацька         | 220                                        |                                            | 204                                        | 196                                        | 200                                        | 173 996                    |
| карачаївська       | 105                                        |                                            | 110                                        | 107                                        | 111                                        | 192 182                    |
| Карельська         | 29                                         |                                            | 32                                         | 43                                         | 40                                         | 93 344                     |
| кетська            | 6                                          |                                            | 6                                          | 8                                          | 5                                          | 1494                       |
| комі               | 276                                        |                                            | 366                                        | 372                                        | 371                                        | 293 406                    |
| комі-перм'яцька    | 82                                         |                                            | 81                                         | 77                                         | 67                                         | 125 235                    |
| корейська          | 4                                          |                                            | 7                                          | 6                                          | 8                                          | 148 556                    |
| коряцька           | 20                                         |                                            | 25                                         | 21                                         | 15                                         | 8743                       |
| кумицька           | 175                                        |                                            | 184                                        | 177                                        | 176                                        | 422 409                    |
| лакська            | 105                                        |                                            | 107                                        | 102                                        | 106                                        | 156 545                    |
| латвійська         |                                            |                                            | 2                                          | 2                                          | 3                                          | 28 520                     |
| лезгинська         | 199                                        |                                            | 215                                        | 214                                        | 210                                        | 411 535                    |
| литовська          | 1                                          |                                            | 7                                          | 6                                          | 2                                          | 45 569                     |
| мансійська         | 6                                          |                                            | 13                                         | 12                                         | 12                                         | 11 432                     |
| марійська гірська  | 34                                         |                                            | 47                                         | 40                                         | 38                                         |                            |
| марійська лугова   | 374                                        |                                            | 433                                        | 433                                        | 410                                        |                            |
| мордовська (мокша) | 137                                        |                                            | 118                                        | 127                                        | 121                                        |                            |
| мордовська (ерзя)  | 134                                        |                                            | 142                                        | 144                                        | 154                                        |                            |
| нанайська          | 7                                          |                                            | 13                                         | 13                                         | 12                                         | 12 160                     |
| нганасанська       | 3                                          |                                            | 0                                          | 0                                          | 0                                          | 834                        |
| німецька           | 63                                         |                                            | 36                                         | 40                                         | 31                                         | 597 212                    |
| ненецька           | 34                                         |                                            | 36                                         | 39                                         | 35                                         | 41 302                     |
| нівхська           | 5                                          |                                            | 4                                          | 3                                          | 5                                          | 5162                       |
| новогрецька        | 5                                          |                                            | 4                                          | 2                                          | 2                                          | 97 827                     |
| ногайська          | 57                                         |                                            | 61                                         | 63                                         | 65                                         | 90 666                     |
| осетинська         | 202                                        |                                            | 160                                        | 199                                        | 197                                        | 514 875                    |
| польська           | 1                                          |                                            | 3                                          | 3                                          | 3                                          | 73 001                     |
| рутульська         | 17                                         |                                            | 20                                         | 18                                         | 17                                         | 29, 929                    |
| саамська           | 1                                          |                                            | 1                                          | 1                                          | 1                                          | 1991                       |
| селькупська        | 5                                          |                                            | 5                                          | 6                                          | 5                                          | 4249                       |
| табасаранська      | 103                                        |                                            | 118                                        | 123                                        | 125                                        | 131 785                    |
| татарська          | 2185                                       |                                            | 2400                                       | 2524                                       | 2469                                       | 5 554 601                  |
| татська            | 5                                          |                                            | 2                                          | 3                                          | 1                                          | 2303                       |
| тофаларська        | 3                                          |                                            | 2                                          | 2                                          | 3                                          | 837                        |
| тувинська          | 129                                        |                                            | 140                                        | 142                                        | 147                                        | 243 442                    |
| турецька           | 2                                          |                                            | 4                                          | 10                                         | 3                                          | 92 415                     |
| туркменська        | 8                                          |                                            | 8                                          | 7                                          | 5                                          | 33 053                     |
| удмуртська         | 469                                        |                                            | 431                                        | 464                                        | 452                                        | 636 906                    |
| українська         | 5                                          |                                            | 8                                          | 4                                          | 5                                          | 2 942 961                  |
| фінська            | 63                                         |                                            | 69                                         | 62                                         | 66                                         | 34 050                     |
| хакаська           | 96                                         |                                            | 96                                         | 88                                         | 93                                         | 75 622                     |
| хантийська         | 18                                         |                                            | 33                                         | 33                                         | 34                                         | 28 678                     |
| цахурська          | 12                                         |                                            | 0                                          | 0                                          | 0                                          | 10 366                     |
| черкеська          | 41                                         |                                            | 43                                         | 41                                         | 43                                         | 60 517                     |
| чеченська          | 52                                         |                                            | 53                                         | 472                                        | 482                                        | 1 360 253                  |
| чуваська           | 404                                        |                                            | 439                                        | 429                                        | 451                                        | 1 637 094                  |
| чукотська          | 34                                         |                                            | 39                                         | 35                                         | 35                                         | 15 767                     |
| шорська            | 5                                          |                                            | 0                                          | 0                                          | 0                                          | 13 975                     |
| юкагирська         | 2                                          |                                            | 2                                          | 2                                          | 2                                          | 1509                       |
| якутська           | 75                                         |                                            | 99                                         | 98                                         | 94                                         | 443 852                    |
| Разом              | 8841                                       |                                            | 9619                                       | 10 608                                     | 10 532                                     | 24 809 544                 |

### 2013—2014
Число освітніх організацій, що здійснюють освітню діяльність за освітніми програм загальної освіти за мовою навчання:
| Мова навчання                  | Число закладів за мовою навчання в міських поселеннях | Число закладів за мовою навчання в сільській місцевості |
| ------------------------------ | ----------------------------------------------------- | ------------------------------------------------------- |
| абазинська                     | 0                                                     | 0                                                       |
| аварська                       | 0                                                     | 491                                                     |
| агульська                      | 0                                                     | 0                                                       |
| адигейська                     | 3                                                     | 34                                                      |
| азербайджанська                | 0                                                     | 7                                                       |
| алтайська                      | 0                                                     | 43                                                      |
| вірменська                     | 0                                                     | 0                                                       |
| балкарська                     | 0                                                     | 0                                                       |
| башкирська                     | 35                                                    | 599                                                     |
| білоруська                     | 0                                                     | 0                                                       |
| бурятська                      | 0                                                     | 32                                                      |
| вепська                        | 0                                                     | 0                                                       |
| грецька                        | 0                                                     | 0                                                       |
| грузинська                     | 0                                                     | 0                                                       |
| даргинська                     | 0                                                     | 215                                                     |
| долганська                     | 0                                                     | 0                                                       |
| єврейська (ідиш)               | 0                                                     | 0                                                       |
| інгуська                       | 0                                                     | 0                                                       |
| ітельменська                   | 0                                                     | 0                                                       |
| кабардинська                   | 0                                                     | 0                                                       |
| казахська                      | 0                                                     | 0                                                       |
| коломацька                     | 13                                                    | 51                                                      |
| карачаївська                   | 0                                                     | 0                                                       |
| карельська                     | 0                                                     | 0                                                       |
| кетська                        | 0                                                     | 0                                                       |
| китайська                      | 0                                                     | 0                                                       |
| комі                           | 0                                                     | 0                                                       |
| комі-перм'яцька                | 0                                                     | 0                                                       |
| корейська                      | 0                                                     | 0                                                       |
| коряцька                       | 0                                                     | 0                                                       |
| кримськотатарська              | 0                                                     | 0                                                       |
| кумицька                       | 0                                                     | 60                                                      |
| лакська                        | 0                                                     | 46                                                      |
| латвійська                     | 0                                                     | 0                                                       |
| лезгинська                     | 0                                                     | 120                                                     |
| литовська                      | 0                                                     | 0                                                       |
| мансі                          | 0                                                     | 0                                                       |
| марійська гірська              | 0                                                     | 7                                                       |
| марійська лугова               | 0                                                     | 66                                                      |
| мордовська мокша               | 0                                                     | 54                                                      |
| мордовська ерзя                | 1                                                     | 37                                                      |
| нанайська                      | 0                                                     | 0                                                       |
| негідальська                   | 0                                                     | 0                                                       |
| німецька                       | 0                                                     | 0                                                       |
| ненецька                       | 0                                                     | 0                                                       |
| нівхська (двома діалектами)    | 0                                                     | 0                                                       |
| новогрецька                    | 0                                                     | 0                                                       |
| ногайська                      | 0                                                     | 0                                                       |
| ороцька (уйльта)               | 0                                                     | 0                                                       |
| осетинська                     | 0                                                     | 9                                                       |
| польська                       | 0                                                     | 0                                                       |
| російська                      | 16183                                                 | 44735                                                   |
| рутульська                     | 0                                                     | 0                                                       |
| саамська                       | 0                                                     | 0                                                       |
| селькупська                    | 0                                                     | 0                                                       |
| табасаранська                  | 0                                                     | 68                                                      |
| татарська                      | 171                                                   | 1269                                                    |
| татська                        | 0                                                     | 0                                                       |
| тофаларська                    | 0                                                     | 0                                                       |
| тувинська                      | 26                                                    | 147                                                     |
| турецька                       | 0                                                     | 0                                                       |
| туркменська                    | 0                                                     | 0                                                       |
| удмуртська                     | 0                                                     | 21                                                      |
| удегейська                     | 0                                                     | 0                                                       |
| українська                     | 0                                                     | 0                                                       |
| ульцька                        | 0                                                     | 0                                                       |
| фінська                        | 0                                                     | 0                                                       |
| хакаська                       | 0                                                     | 19                                                      |
| хантийська (трьома діалектами) | 0                                                     | 0                                                       |
| цахурська                      | 0                                                     | 0                                                       |
| черкеська                      | 0                                                     | 0                                                       |
| чеченська                      | 0                                                     | 9                                                       |
| чуваська                       | 0                                                     | 380                                                     |
| чукотські                      | 0                                                     | 0                                                       |
| шорська                        | 0                                                     | 0                                                       |
| евенкійська                    | 0                                                     | 0                                                       |
| евенська                       | 0                                                     | 0                                                       |
| енецькі                        | 0                                                     | 0                                                       |
| ескімоська                     | 0                                                     | 0                                                       |
| естонська                      | 0                                                     | 0                                                       |
| юкагирська                     | 0                                                     | 0                                                       |
| якутська                       | 33                                                    | 390                                                     |
| телеутська                     | 0                                                     | 0                                                       |
| сойотська                      | 0                                                     | 0                                                       |
| Разом                          | 16465                                                 | 48909                                                   |

#### Мордовські мови
За результатами перепису населення РФ 2002 року:
- у Самарській області на 86 тисяч осіб мордовського населення у 8 школах викладається ерзянська і мокшанська мови як факультатив (1-2 уроки на тиждень).
- в Ульяновській області на 60 тисяч — 20 шкіл,
- у Чувашії — 1 школа на 16 тисяч осіб
- у Нижньогородській області — 2 школи на 25 тисяч осіб
- у Татарстані — 3 школи на 35 тисяч осіб
- у Пензенській області — 6 шкіл на 68 тисяч осіб.

#### Мови нечисленних народів Півночі, Сибіру і Далекого Сходу
Чисельність дітей з числа корінних нечисленних народів Півночі в ЯНАО, які вивчають рідні мови, за даними Департаменту освіти, становить на 1 січня 2009 року 4965 осіб (53,4 % від загальної кількості учнів). За даними перепису, 2002 року рідною мовою в окрузі володіють 80,4 % від загального числа корінних народів Півночі, при цьому у ненців — 85,5 %, у хантів — 68,6 %, у селькупів — 62,7 %.

### Вища освіта
Кадри готують в Інституті народів Півночі.

#### Татарстан
2004 року з 22 державних ЗВО Татарстану в 15 тою чи іншою мірою було організовано навчання татарською мовою.
Повна освіта татарською проводиться тільки на факультетах татарської філології, зокрема на філологічному, юридичному факультеті та на факультеті журналістики Казанського державного університету, педагогічних інститутів та училищ, в Казанській консерваторії і Казанському державному інституті мистецтва і культури[джерело?], в Казанському державному архітектурно-будівельному університеті. У ряді ЗВО Татарстану діють окремі татарські групи з частковим викладанням татарською мовою.